# Джевахирджян, Хранд
Хранд Джевахирджян (нем. Hrand Djevahirdjian; 29 марта 1880, Константинополь, Османская империя — 24 ноября 1947, Монте, Швейцария) — огранщик и торговец драгоценными камням в Париже, пионер промышленного производства синтетических кристаллов.  
В 1914 году он поселился в Монте. Здесь в его распоряжении были необходимые ресурсы — газ, вода и электричество. Джевахирджян производил камни, которые использовались в часовом деле как замена настоящим рубинам. Он основал компанию Industrie De Pierres Scientifiques Hrand Djevahirdjian SA, совет директоров которой возглавлял вплоть до своей смерти.
На первом этапе синтеза драгоценных камней водород и кислород производились на месте классическим методом и даже продавались как второстепенные продукты. В 1948 году фирма Джевахирджяна устанавливает оборудование для получения этих газов путём электролиза воды. Впоследствии компания установила около 1400 печей, в результате производительность создания кристаллов достигла около 300 млн. карат.